# María del Carmen Carrión Pérez
María del Carmen Carrión Pérez es una física, investigadora y catedrática española. Es licenciada y doctora en Ciencias Físicas por la  Universidad de Granada (UGR). Ha sido investigadora principal de cuatro proyectos del Plan nacional de investigación y en uno de Excelencia de la Junta de Andalucía, además de participar en otros cuatro proyectos nacionales y dirigir dos proyectos de la Agencia Española de Cooperación Internacional (AECI). Dedica su investigación al tratamiento de las señales electromagnéticas con aplicaciones en campos como: radar, datos genómicos, imágenes y fenómenos electromagnéticos naturales. Es la primera mujer decana de la Facultad de Ciencias de Granada desde su creación en 1857. Ha desempeñado diferentes puestos en dicha universidad: coordinadora de la Licenciatura en Física, secretaria de la Facultad de Ciencias, vicedecana de Recursos y Asuntos Económicos y directora del Departamento de Física Aplicada.

## Biografía
María del Carmen Carrión Pérez ingresó en la Universidad de Granada en 1979, donde ha ocupado los puestos de "Profesora Ayudante" de clases prácticas, colaboradora, Titular de Universidad y Catedrática de Universidad. Comenzó su actividad docente impartiendo una serie de asignaturas, destacando "Introducción a los Métodos Numéricos en Física", "Técnicas experimentales", "Electricidad y Magnetismo", "Electromagnetismo I y II" de 2º, 3º, 4º y 5º de la Licenciatura de Ciencias Físicas. Ha impartido asignaturas también en Física II de Arquitectura y Fundamentos Físicos de la Ingeniería de Telecomunicaciones, así como asignaturas de Física General I y II de primer curso del Grado en Física. También ha ejercido su labor docente en diferentes cursos de doctorado y máster de la Universidad de Granada. Imparte la asignatura de Tratamiento de Datos" en el máster universitario en Física dedicado a las radiaciones, nanotecnología y partículas y astrofísica.
Su investigación está ligada al tratamiento de señales electromagnéticas y su aplicación en diferentes campos: radar, imágenes, datos genómicos y fenómenos electromagnéticos naturales. Sus trabajos tienen contribuciones al procesado de señal con estadística de alto orden (HOS), técnicas bayesianas (BT) y análisis de componentes independientes (ICA). Es responsable del Grupo de Investigación "Sistemas, Señales y Ondas" (TIC-104 del PAIDI), una investigación ligada al procesado de señal y sus aplicaciones y a la detección de fenómenos electromagnéticos naturales para el diagnóstico del medio ambiente.
Mantiene colaboraciones de investigación a nivel internacional con departamentos de las universidades de Texas, Edimburgo, Leeds y con la Facultad de Ciencias de Tetuán (Marruecos). Además, tiene reconocidos cinco sexenios activos por méritos de investigación y seis quinquenios por méritos docentes. Ha dirigido y participado en Planes de Acción Tutorial, Proyectos de Mejora, Experiencias Piloto y proyectos de Innovación Docente, uno de los cuales recibió una Mención Honorífica como premio. Además de los cargos desempeñados en la Universidad de Granada, ha sido presidenta de la Sección Local de la Real Sociedad Española de Física (RSEF).
Respecto al rol de la mujer en la Física, Carrión Pérez relata que cuando ella estudiaba, en la carrera de física no había baño para las chicas. Y que, en sus comienzos en investigación, era muy frecuente que a las chicas que iban a hacer la tesis se les preguntara si tenían novio. Si estaban casadas, se les preguntaba por el número de descendientes que querían tener.
En cuanto a las relaciones internacionales en el becado, declara que ahora las relaciones internacionales son mucho más fáciles, habiendo doctorandos en Texas, Edimburgo, Cambridge o Massachusetts. En su época, María del Carmen realizó una estancia predoctoral de tres meses en Turín, pero tuvo que ser con una beca del Ministerio de Asuntos Exteriores italiano.
Con respecto a la actividad divulgativa, ve una mejora en el acceso a la información por parte de la gente que tiene inquietudes en determinada área de la investigación andaluza. Pero no lo ve como algo generalizado, por ello aboga por hacer mucha más tarea divulgativa para despertar el interés por la ciencia.
En 2018, la Universidad de Granada y la empresa "Abbott Nutrición", también de Granada, iniciaron una colaboración para la creación del proyecto "Aula Abbott", que tiene como fin estrechar aún más los lazos entre el ámbito académico y el ámbito empresarial. Por parte de la Universidad de Granada, Pilar Aranda (Rectora de la institución pública) y María del Carmen, presentaron este proyecto con el director de planta de "Abbott Nutrición", Alberto Suárez Cruz, en un acto celebrado en la Facultad de Ciencias.

## Premios y reconocimientos
- Premio Excelencia Docente UGR en la IV convocatoria(2013-2014).[5]
- Primera mujer catedrática del Departamento de Física Aplicada de la Facultad de Ciencias de la UGR en 2009.[5]
- Primera mujer directora del Departamento de Física Aplicada de la UGR (2010-2016).[5]
- Primera mujer decana de la Facultad de Ciencias en la UGR (desde 2016-actualidad).[5]
- Reconocidos cinco sexenios activos por méritos de investigación y seis quinquenios por méritos docentes.[2]

## Publicaciones
Carrión Pérez es coautora de más de cincuenta artículos científicos y más de ochenta y cinco comunicaciones a congreso, la mayoría internacionales.